# Артезианская скважина

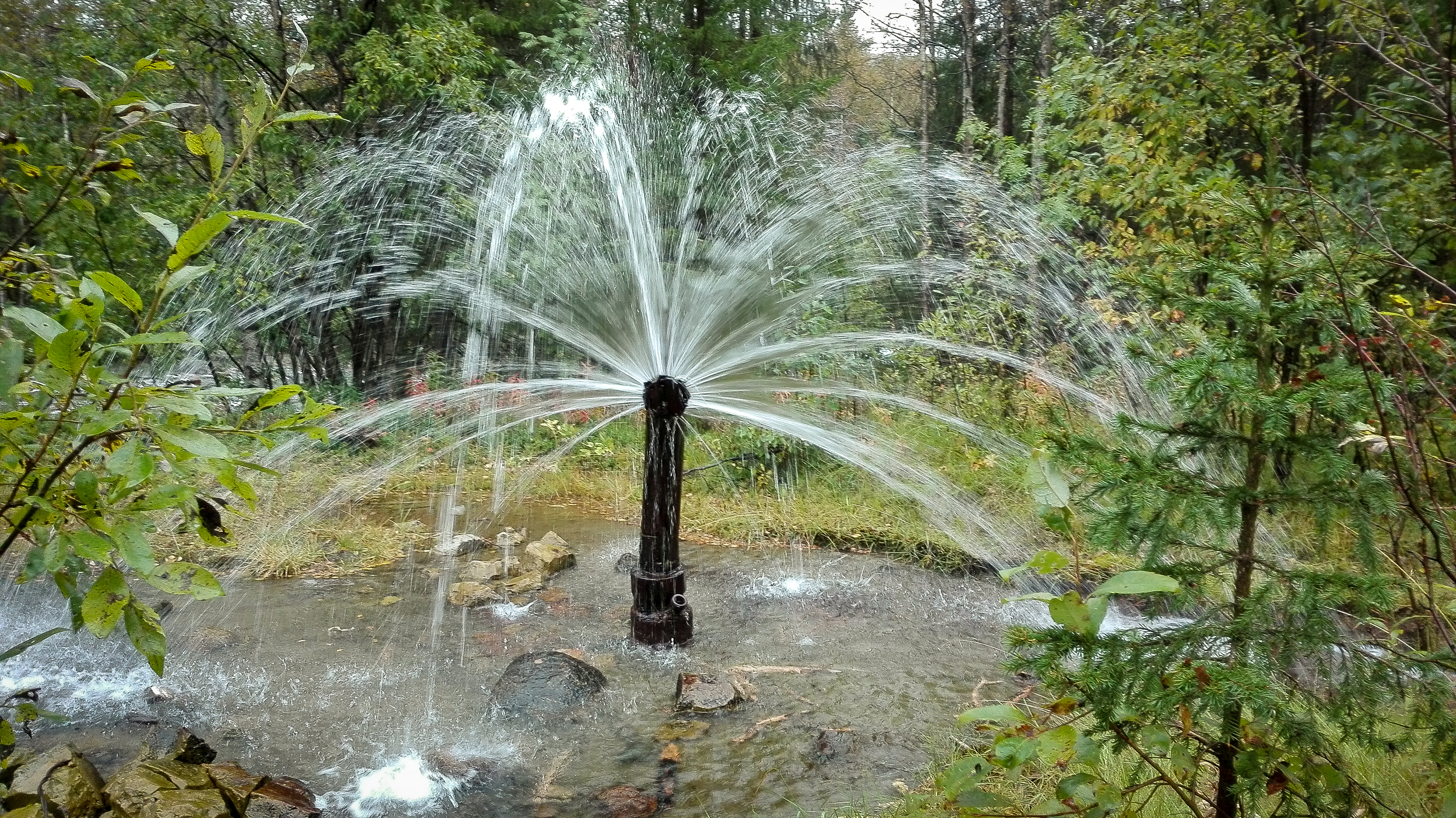
Артезианская скважина в Хибинах (Мурманская область).

Артезиа́нская сква́жина — буровая скважина, которая пробурена для использования артезианских вод.
Ранее в России называлась Артезианский колодезь, Артезианский колодец и определялась как буровой колодец, в котором вода из подпочвенных слоёв поднимается на поверхность земли через проделанную буровую скважину. Артезианские водоносные горизонты залегают между двумя водоупорными слоями и надёжно защищены от поверхностного загрязнения. В отличие от грунтовых вод они часто имеют отдалённую область питания — за несколько километров и даже за десятки и сотни километров. При вскрытии скважины уровень артезианской воды всегда устанавливается значительно выше водоупорной кровли водоносного горизонта, а иногда артезианская вода сама изливается из скважины (фонтанирует). На тех участках, где артезианские воды получают питание, они приобретают характер или грунтовых со свободной поверхностью, или межпластовых грунтовых вод. Подземные воды всех перечисленных видов могут циркулировать в пустотах рыхлых зернистых или в трещинах скальных пород. В последнем случае подземные воды, относящиеся к любому из перечисленных видов, получают дополнительное название трещинных.

## История
Первые упоминания о применении (использовании) человеком артезианских колодцев известны с древности, но это название они получили позднее, от названия французской провинции Артуа. Про подобные колодцы упоминает Олимпиодор и описывает, что они были глубиной в 200—300, даже 500 локтей и проливали воду на поверхность земли, вследствие чего и применялись для орошения полей, в сельском хозяйстве. Большие оазисы Фивский и Дахельский почти решетообразно были продырявлены артезианскими колодцами, но большинство из них позднее были занесены песком.

## Типы артезианских скважин
- Классическая — выполняется при достаточном давлении воды и известковый слой не имеет песчаных и глиняных слоев;
- С двойной обсадкой — слабое давление и в известковом слое присутствуют песчаные и глиняные пласты;
- С кондуктором, схожа с классическим вариантом. Сооружается, когда условия аналогичны классическому варианту, но есть проблемы с проходом верхних слоев;
- Телескопическая — при наличии труднопроходимых пластов из валунов, встречающихся на разных глубинах.

## Законодательство
Федеральный Закон Российской Федерации — России «О недрах» от 21.02.1992 N 2395-1 относит подземные воды к общераспространенным полезным ископаемым.
В соответствии со статьей 2.3 пункт 3, ФЗ России «О недрах», к участкам недр местного значения относятся участки недр, содержащие подземные воды, которые используются для целей питьевого и хозяйственно-бытового водоснабжения или технологического обеспечения водой объектов промышленности либо объектов сельскохозяйственного назначения и объём добычи которых составляет не более 500 кубических метров в сутки.
В соответствии со статьей 19 ФЗ России «О недрах», «Собственники земельных участков, землепользователи, землевладельцы, арендаторы земельных участков имеют право осуществлять в границах данных земельных участков без применения взрывных работ использование для собственных нужд общераспространенных полезных ископаемых, имеющихся в границах земельного участка и не числящихся на государственном балансе, подземных вод, объём извлечения которых должен составлять не более 100 кубических метров в сутки, из водоносных горизонтов, не являющихся источниками централизованного водоснабжения и расположенных над водоносными горизонтами, являющимися источниками централизованного водоснабжения, а также строительство подземных сооружений на глубину до пяти метров в порядке, установленном законами и иными нормативными правовыми актами субъектов Российской Федерации.» То есть при использовании воды из скважин для собственных нужд физических лиц, при объёме добываемых вод не более 100 кубических метров в сутки, и с учётом того, что скважина пробурена в водоносные горизонты не являющиеся централизованными, можно не получать лицензию на воду. Перечень водоносных горизонтов являющихся централизованными устанавливается органами местного самоуправления, в например в Новосибирской области таким органом является — Департамент природных ресурсов и охраны окружающей среды Новосибирской области.
Статья 10 п.4 Закон России от 21.02.1992 N 2395-1 (ред. от 28.12.2013) «О недрах» (с изм. и доп., вступ. в силу с 01.07.2014) ограничивает предоставление участков недр на определённый срок или без ограничения срока. На определённый срок участки недр предоставляются в пользование для добычи подземных вод сроком до 25 лет. При этом ст. 10.1 предусматривает основанием для возникновения прав пользования участком недр, решение комиссии, созданной федеральным органом управления гос. фондом недр, для рассмотрения заявок о предоставлении права пользования участками недр для добычи подземных вод, используемых для целей питьевого и хозяйственно — бытового водоснабжения или технологического обеспечения водой объектов промышленности. Решение о выдаче лицензии данной комиссией принимаются в соответствии с СанПиН 2.1.4.1110-02.

## Разведка
Примерное залегание водоносных пластов находят исходя из карт общей разведки, например Ленинградской области, а более точное — исходя из разведывательного бурения.

## Бурение
В практике бурения артезианских скважин, наиболее широкое применение получили следующие способы бурения:
- Вращательный с прямой промывкой;
- Вращательный с продувкой воздухом;
- Вращательный с обратной промывкой;
- Ударно-канатный.

В настоящее время основным способом бурения скважин является вращательное бурение с прямой промывкой, на долю этого способа приходится до 90 % всех объёмов бурения. При роторном (вращательном) бурении используются установки типа: УРБ2А, УРБ2А2, УРБ3АМ, БА-15В, УВБ-600, ПБУ-2, ЛБУ-50 и другие.
Выбор типа буровой установки обусловлен способом бурения, глубиной и диаметром бурения, технологией вскрытия и освоения пласта.

## Зона санитарной охраны
Лицензия на пользование недрами с целью добычи подземных вод, всегда включает требование об устройстве вокруг скважины зоны санитарной охраны (ЗСО).
Традиционно для организации ЗСО используют защитную систему из трёх поясов:
- Первый пояс. Назначение первого пояса — защита места, в котором производится забор воды, а также водозаборных сооружений от умышленного или непреднамеренного повреждения или загрязнения. Первый пояс — это окружность, обычно имеющая радиус 30 метров. Её центром является непосредственно скважина. Допускается сокращение первого пояса, зоны санитарной охраны, однако для этого требуется составление проекта отвечающего требованиям СанПиН 2.1.4.1110-02 «Зоны санитарной охраны источников водоснабжения и водопроводов питьевого назначения», а также положительное экспертное заключение, выданное компетентным учреждением. Например в Новосибирске — ФБУЗ «Центр гигиены и эпидемиологии в Новосибирской области» и положительное Санитарно-эпидемиологическое заключение Управления Роспотребнадзора по Новосибирской области.
- Второй пояс. Также называется зоной микробного загрязнения. Для определения данной территории используется гидродинамический расчёт. Зона включает площади, которые необходимы для предупреждения загрязнения воды. При установлении второго пояса просчитывается время перемещения микробного загрязнения до водозабора, которое принимается, исходя из климатических особенностей районов и степени защищенности подземных вод. Значение данного параметра находится в пределах 100—400 суток. Это время, по прошествии которого поверхностное загрязнение за пределами 2-го пояса достигнет водоносного горизонта.
- Третий пояс. Так называемая «зона химического загрязнения». С целью определения данной территории проводятся гидродинамические расчёты. Причем, во внимание принимается условие, при котором за пределами этой зоны водоносный горизонт загрязняется вредными или опасными химическими соединениями и они достигают источника воды не ранее окончания расчетного срока его эксплуатации (минимум — 25 лет).